# Iurie Arcan
Iurie Arcan (n. 15 noiembrie 1964, Chișinău) este un fost fotbalist și actual antrenor de fotbal moldoveano-indonezian. În prezent antrenează clubul de fotbal Pusamania Borneo din Superliga Indoneziei. El deține licență UEFA „PRO” de antrenor.
Ca jucător a evoluat la mai multe cluburi, majoritatea din Moldova, cele mai mari perioade petrecându-le la Nistru Chișinău și Bugeac Comrat.
În anul 2005 Iurie Arcan a ajuns Indonezia să antreneze clubul Persija Jakarta. De atunci a rămas în continuare în Indonezia, antrenând pe rând alte câteva cluburi locale: Persib Bandung, Persik Kediri, Persebaya Surabaya, Persita Tangerang, Semen Padang și Madura United.
În anii 2012 și 2013 a fost director sportiv al clubului CSCT Buiucani.
Pe 7 dcembrie 2014 a devenit antrenor principal al noii promovate în Superliga Indoneziei – Pusamania Borneo – echipă pe care o antrenează până în prezent.
Pe 8 august 2008 Iurie Arcan s-a căsătorit cu indonezianca Santi Sucihati, după ce cu două zile înainte de asta s-a convertit la Islam. În luna septembrie a aceluiași an a început să țină postul musulman — sawm.